# Воут, Константин Августович
Константин Августович Воут (1866—1956) — советский скрипач, дирижёр, военный капельмейстер, музыкальный педагог, преподаватель музыки в нескольких учебных заведениях Киева, в частности в Музыкально-драматической школе Николая Лысенко. Выпускник Киевского музыкального училища. Ученик чешского скрипача, композитора и музыкального педагога Отакара Шевчика.

## Биография
Окончил Киевское музыкальное училище, где учился у известного чешского скрипача Отакара Шевчика.
Впоследствии работал военным капельмейстером, дирижёром симфонических оркестров в Киеве, Вильнюсе, Риге. Преподавал в ряде киевских музыкальных училищ и в Краснодарском музыкальном техникуме. Среди его учеников — известный композитор, дирижёр и педагог Рейнгольд Глиэр.
В 1895—1902 годах преподавал игру на духовых инструментах в Киево-Печерской гимназии. С 1902/1903 учебного года преподавал музыку в Киевской духовной семинарии. С 1903 года преподавал музыку (вероятно, был капельмейстером) в Киевском кадетском корпусе. В следующем году преподавал в Музыкально-драматической школе Николая Лысенко в Киеве (класс скрипки). С 1905 года работал в Музыкально-драматической школе Николая Иконникова в Киеве (инструментовка, оркестровка, дирижирование, оркестровые инструменты).
Капельмейстер 3-й сапёрной бригады в Киеве (вторая половина 1880-х—1906). Военный оркестр под его руководством принимал участие в летних парковых концертах. С октября 1906 до января 1909 ода — капельмейстер Кубанского войскового симфонического оркестра (оркестра Черноморского «Войска верных казаков»). В 1909—1910 годах снова был капельмейстером 3-й сапёрной бригады в Киеве.
С 1913 года работал дирижёром Симфонического оркестра в Вильнюсе.